# 클리블랜드 가디언스
클리블랜드 가디언스(영어: Cleveland Guardians)는 미국 오하이오주 클리블랜드를 연고지로 하는 프로 야구 팀이다. 메이저 리그 아메리칸 리그 중부 지구 소속이다.
1901년에 창단되었다. 월드시리즈 우승은 총 2회(1920년, 1948년)했으며, 영화 메이저 리그로 화제가 되기도 한 적이 있었고 1971년 시즌 후 워싱턴 DC 이전설이 있었지만 닉 밀레티 당시 구단주의 반대로 무산됐다. 영구 결번은 총 10개로 얼 에이버릴의 3번, 루 부드로의 5번, 래리 도비의 14번, 멜 하더의 18번, 밥 펠러의 19번, 프랭크 로빈슨의 20번, 밥 레몬의 21번, 짐 토미의 25번, 재키 로빈슨의 42번, 그리고 특별 번호인 455번이 있다.
홈구장인 프로그레시브 필드는, 1994년부터 2007년까지 제이콥스 필드로 불렸지만, 2008년에 자동차 보험 회사인 프로그레시브사가, 16년동안 5800만 달러로 명명권 계약을 하면서, 현재의 명칭으로 변경되었다. 주변에는 NBA 클리블랜드 캐벌리어스의 홈구장인 로키 아레나가 있다.

## 구단 역사

### 팀 약력
- 클리블랜드 블루버즈 (1901년)
- 클리블랜드 브롱코스 (1902년)
- 클리블랜드 냅스 (1903년~1914년)
- 클리블랜드 인디언스 (1915년~2021년)
- 클리블랜드 가디언스 (2022년 ~ 현재)

## 역대 주요 선수

### 투수
- 베네수엘라 진마 고메즈
- 일본 고바야시 마사히데
- 미국 드와이트 구든
- 일본 다다노 가즈히토
- 미국 케인 데이비스
- 미국 클레이 라파다
- 미국 데릭 로
- 도미니카 공화국 리카르토 로드리게스
- 파나마 움베르토 로빈슨
- 미국 클리프 리
- 미국 테리 멀홀랜드
- 미국 릭 바워
- 미국 스캇 반스
- 미국 트래비스 밴와트
- 미국 브라이언 벌링턴
- 네덜란드 버트 블라일레븐
- 미국 CC 사바시아
- 미국 크리스 세든
- 도미니카 공화국 하이로 어센시오
- 미국 데니스 에커슬리
- 미국 사이 영
- 미국 저스틴 저마노
- 미국 스티브 칼턴
- 멕시코 다비드 코르테스
- 도미니카 공화국 바톨로 콜론
- 도미니카 공화국 프란시스코 크루세타
- 미국 미치 탤벗
- 미국 랄프 테리
- 미국 사첼 페이지
- 미국 밥 펠러
- 미국 오렐 허샤이저
- 도미니카 공화국 우발도 히메네즈
- 도미니카 공화국 에스밀 로저스
- 미국 코리 클루버 (현재)

### 포수
- 베네수엘라 빅토르 마르티네스
- 미국 루 마슨

### 내야수
- 미국 라이언 가코
- 미국 마크 그루질라넥
- 미국 제이슨 닉스
- 도미니카 공화국 앤디 마르테
- 미국 빌리 마틴
- 푸에르토리코 카를로스 바에르가
- 미국 리치 색슨
- 미국 세실 필더
- 푸에르토리코 로베르토 알로마
- 푸에르토리코 호세 에르난데스
- 미국 론 워싱턴
- 미국 레이 채프먼
- 베네수엘라 아스드루발 카브레라
- 콜롬비아 오를란도 카브레라
- 도미니카 공화국 훌리오 프랑코
- 미국 잭 한나한
- 미국 트래비스 해프너
- 미국 제이슨 지암비
- 미국 제이슨 킵니스 (현재)
- 미국 짐 토미

### 외야수
- 멕시코 카림 가르시아
- 미국 조니 데이먼
- 미국 래리 도비
- 도미니카 공화국 매니 라미레스
- 베네수엘라 알렉스 라미레스
- 미국 프랭크 로빈슨
- 미국 비니 로티노
- 미국 맷 룩
- 미국 로저 메리스
- 미국 나이저 모건
- 미국 브렛 버틀러
- 미국 그래디 사이즈모어
- 미국 트리스 스피커
- 미국 데이브 윈필드
- 대한민국 추신수
- 미국 제이컵 크루즈
- 미국 타일러 클로이드
- 일본 후쿠도메 고스케

## 역대 한국인 선수
- 추신수 - 16번/17번, 외야수, 2006년~2012년

## 영구 결번
- #3 얼 에이버릴
- #5 루 부드로
- #14 래리 도비
- #18 멜 하더
- #19 밥 펠러
- #20 프랭크 로빈슨
- #21 밥 레몬
- #25 짐 토미
- #42 재키 로빈슨
- #455 더 팬

## 같이 보기
- 월드 시리즈의 우승 팀 목록